# Cuzy
Cuzy este o comună în departamentul Saône-et-Loire, Franța. În 2009 avea o populație de 140 de locuitori.

## Evoluția populației
| An        | 1975 | 1982 | 1990 | 1999 | 2006 | 2009 |
| --------- | ---- | ---- | ---- | ---- | ---- | ---- |
| Populație | 211  | 194  | 156  | 128  | 138  | 140  |